# Imperial (Missouri)
Imperial – jednostka osadnicza w Stanach Zjednoczonych, w stanie Missouri, w hrabstwie Jefferson.